# Geschiedenis van Centraal-Azië

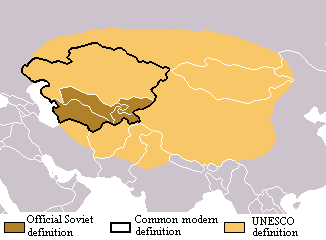
Kaart van Centraal-Azië met drie mogelijke afgrenzingen voor de regio

De geschiedenis van Centraal-Azië is sterk verbonden met zijn klimaat en geografie. De droogte van het gebied maakt landbouw moeilijk en zijn afstand ten opzichte van de zee zorgde ervoor dat veel handel eraan voorbijging. Hierdoor ontstonden slechts een paar grote steden in het gebied en werd het grootste deel van Centraal-Azië gedurende het grootste deel van zijn geschiedenis gekenmerkt door de nomadische ruitervolken van de steppe.
De relaties tussen de steppenomaden en de inwoners van de nederzettingen in en rond Centraal-Azië werden lange tijd gekenmerkt door conflicten. De nomadische levensstijl was zeer geschikt voor oorlogsvoering en de ruiters van de steppe groeiden door hun vernietigende technieken en de kwaliteiten van hun boogschutters te paard uit tot een van de meest militair daadkrachtige ter wereld. Van tijd tot tijd zorgden grote leiders of veranderende omstandigheden ervoor dat verschillende stammen zich aaneensloten tot een macht, waardoor een bijna onstopbare kracht kon ontstaan. Hiertoe behoren de invasie van de Hunnen in Europa, de migraties van de Turkse volkeren naar Transoxanië, de aanvallen van de Wu Hu in China en met name de Mongoolse veroveringen van een groot deel van Eurazië.
Nog moeilijker dan het behouden van een stepperijk was het besturen van veroverde landen buiten de regio. Hoewel de steppevolken geen moeite hadden met het veroveren van deze gebieden, waren ze bijna niet in staat om het te besturen. De diffuse politieke structuur van de steppeconfederaties was niet toegerust op de complexe staten van de gevestigde bevolkingen. Bovendien telden de legers van de nomaden grote aantallen paarden; meestal drie of vier voor elke strijder. Het in stand houden van deze grote aantallen vereiste grote graasgebieden, die niet beschikbaar waren buiten de steppes. Lange periodes weg van het moederland zorgden er daardoor voor dat de steppelegers langzamerhand uiteenvielen. Om gevestigde volken te besturen waren de steppevolken dus gedwongen om te vertrouwen op de lokale bureaucratie, een factor die zou leiden tot een snelle culturele assimilatie van de nomaden in de cultuur of van degenen die ze hadden overwonnen.
De macht van de nomadische ruitervolken eindigde in de 16e eeuw toen de plaatsbewoners de beschikking kregen over vuurwapens, waardoor ze de macht konden overnemen. Het Russische Rijk, de Chinese Qing-dynastie en andere grootmachten breidden hun invloed uit over het gebied en tegen het einde van de 19e eeuw was het grootste deel van Centraal-Azië ten noorden van Afghanistan in handen van de Russen. Na de Russische Revolutie werden de Centraal-Aziatische gebieden tot onderdeel van de Sovjet-Unie gemaakt. De Volksrepubliek Mongolië bleef onafhankelijk, maar werd wel een satellietstaat van de Sovjet-Unie. Afghanistan wist zijn onafhankelijkheid min of meer te behouden tot het Sovjetleger het land binnenviel eind jaren 70. De door de Sovjet-Unie bestuurde delen van Centraal-Azië kregen te maken met grootschalige industrialisatie en de aanleg van infrastructuur, maar ook met de onderdrukking van de lokale culturen, honderdduizenden doden door mislukte collectivisatieprogramma's en een blijvende erfenis van etnische spanningen en milieuproblemen.
Met het uiteenvallen van de Sovjet-Unie riepen de vijf republieken van Centraal-Azië in navolging van andere Sovjetrepublieken ook de onafhankelijkheid uit. In alle staten bleven de voormalige bestuurders van de Communistische Partij echter hun macht behouden als lokale heersers. In geen van de vijf republieken ontstond een vrije democratie, al lijkt Kirgizië de laatste jaren wel deels deze richting te zijn ingeslagen en ook Mongolië heeft zich sinds 1991 in deze richting ontwikkeld.

## Prehistorie

### Vroege Steentijd
De aanwezigheid van neanderthalers is aangetoond in de Tesjik-Tasjgrot in Oezbekistan.
Uit genetische studies is gebleken dat de eerste moderne mensen rond 50.000 tot 40.000 jaar geleden naar de regio kwamen. Sommige studies hebben het gebied aangewezen als de meest waarschijnlijke bron van de mensen die later Europa, Siberië en Noord-Amerika zouden gaan bevolken.

### Late Steentijd
Van 5500-3500 v.Chr. bevond zich de neolithische Kelteminarcultuur op het grondgebied van het huidige Kazachstan, Turkmenistan en Oezbekistan.
Rond 4500 v.Chr. stichtten kleine gemeenschappen de eerste permanente nederzettingen en begonnen met het bedrijven van landbouw en het hoeden van kudden. Ongeveer rond deze periode begonnen sommige van deze gemeenschappen met de domesticatie van het paard (zie ook: Botajcultuur). Aanvankelijk werden de (oorspronkelijk kleine) paarden alleen gehouden voor hun vlees, als voedselbron. Aangenomen wordt dat ze al snel bereden werden, echter de tegen 4000 v.Chr. voor het eerst voorkomende wagens met wielen waren nog te zwaar voor het trekken met paarden.

### Bronstijd
Tegen 2000 v.Chr. vindt men bij de Sintasjtacultuur de eerste strijdwagens met gespaakte wielen, licht genoeg voor het trekken met paarden. De beweegbaarheid werd hierdoor vergroot en ze konden het strijdveld overheersen.
Het toenemende gebruik van het paard en de mislukking rond 2000 v.Chr. van de altijd onzekere irrigatiesystemen die uitgestrekte landbouw mogelijk hadden gemaakt, leidden tegen 1000 v.Chr. tot de opkomst en overheersing van het pastorale nomadisme, een vorm van leven die de regio nog vele millennia zou domineren. Een belangrijke rol speelde hier de Karasoekcultuur.

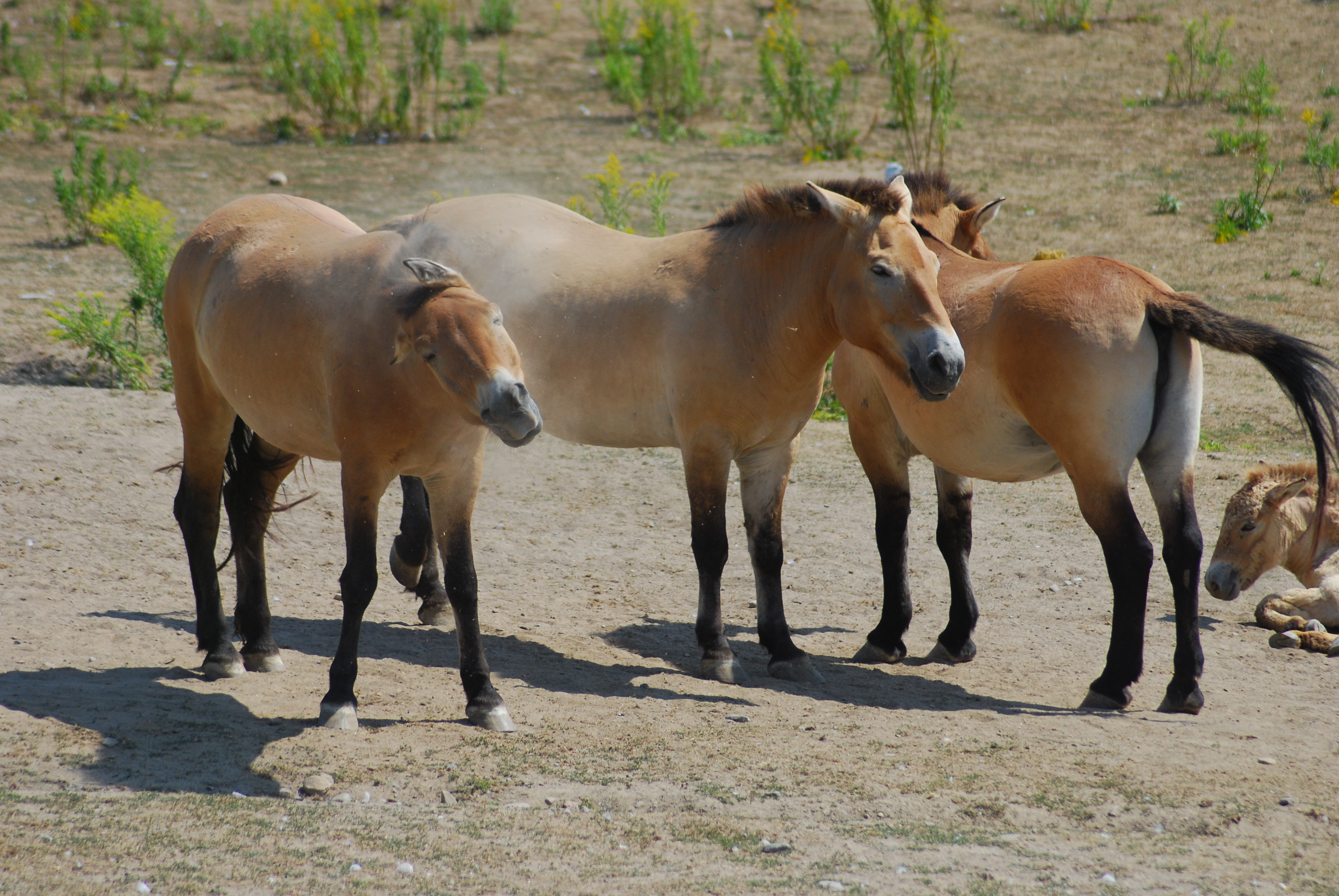
Przewalskipaard (Equus przewalskii), ook bekend als het Mongoolse wilde paard of Tachi, was waarschijnlijk een voorvader van de eerste gedomesticeerde paarden

Verspreide nomadische groepen hielden kuddes met schapen, geiten, paarden en (tweebultige) kamelen en reisden jaarlijks van het ene naar het andere weidegebied om nieuwe graasgebieden te vinden (de transhumance). De mensen leefden in joerten; tenten gemaakt uit huiden en hout die konden worden op- en afgebroken en vervoerd. Elke groep had een aantal joerten, die elk ongeveer 5 mensen konden huisvesten.
Waar de semiaride vlakten werden gedomineerd door de nomaden, ontstonden in de vochtigere gebieden van Centraal-Azië kleine stadstaten en sedentaire agrarische gemeenschappen. De Oxusbeschaving uit het vroege 2e millennium v.Chr. was voor zover bekend de eerste sedentaire beschaving in het gebied. Deze cultuur kende irrigatielandbouw met tarwe en gerst en mogelijk ook een vorm van schrift. Men had waarschijnlijk relaties met de toenmalige bronstijdnomaden van de Andronovocultuur die ten noorden van hen leefden, in westelijk Siberië, het Europese deel van Rusland en in delen van het huidige Kazachstan en als cultuur wisten te overleven tot het 1e millennium v.Chr. Deze culturen zijn voorgesteld als mogelijke representanten van de hypothetische Arische cultuur, die als voorouder wordt genoemd van de sprekers van de Indo-Iraanse talen (de Indo-Iraniërs) en mogelijk ook van de Turkse culturen.

### IJzertijd
Later kregen de Sogdische stadstaten van de Vallei van Fergana steeds meer invloed. Na de 1e eeuw v.Chr. vestigden zich handelaren van de Zijderoute in deze steden, die rijk werden van deze handel. De steppenomaden waren voor een groot aantal goederen, die ze zelf niet konden produceren als rondtrekkende groepen, afhankelijk van deze stadsbevolkingen. De nomaden deden wanneer ze konden aan ruilhandel, maar omdat ze vaak vanuit het oogpunt van de gevestigde bevolking geen interessante producten hadden, namen ze vaak in plaats daarvan hun toevlucht tot aanvallen om hun producten toch te verkrijgen.

## Oudheid
De steppes werden bevolkt door een grote variëteit aan mensen. Tot de nomadische groepen van Centraal-Azië behoorden de Tocharoi, Perzen, Scythen, Sarmaten en andere Indo-Europese volken, de Hunnen, Turkse volkeren, en een aantal Mongoolse groepen. Ondanks deze etnische en taalkundige verschillen leidde het leven op de steppe tot de aanname van een sterk overeenkomende cultuur door de regio.

### Scythen
In het eerste millennium v.Chr. ontstond een aantal grote en machtige staten aan de zuidelijke rand van Centraal-Azië. Een voorbeeld hiervan wordt gegeven door de gedetailleerde beschrijving van Herodotus over de kansloze Perzische veldtochten tegen de Scythen. De Scythen hadden net als de meeste eerdere nomadische rijken echter wel permanente nederzettingen van verschillende omvang, die verschillende niveaus van beschaving vertegenwoordigden.
De Scythen namen deel aan de coalitie die een einde maakten aan het Assyrische Rijk en de val van Nineve in 612 v. Chr.
Van de uitgestrekte versterkte plaats bij het huidige Oekraïense stadje Kamjanka-Dniprovska aan de rivier de Dnjepr, die werd bewoond sinds het einde van de 5e eeuw v.Chr., wordt gezegd dat het de hoofdstad vormde van het Scythische koninkrijk dat werd geregeerd door Ateas, die in 339 v.Chr. stierf in de strijd tegen Philippus II van Macedonië.

## Hellenisme

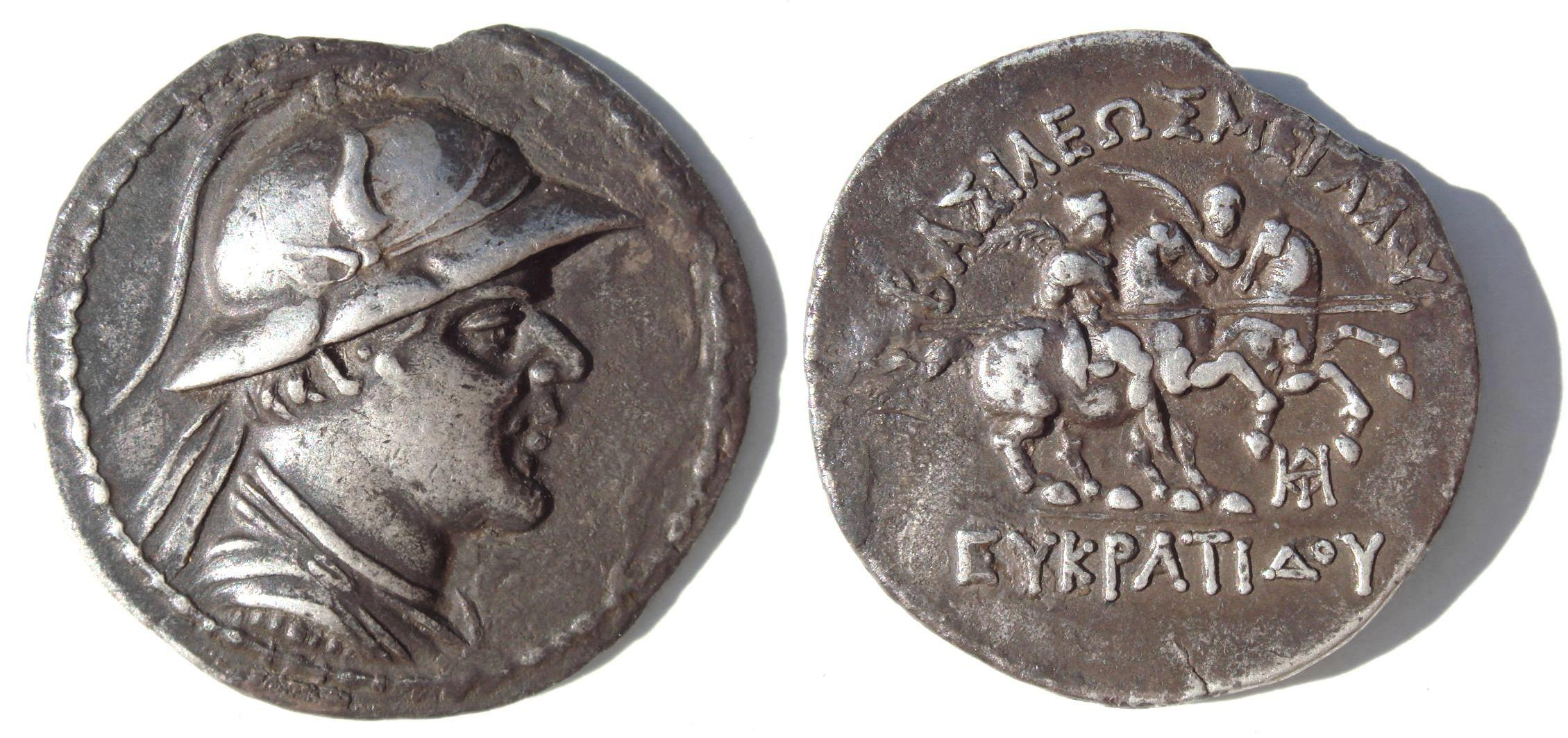
Tetradrachme van de Grieks-Bactrische koning Eukratides I (171-145 v.Chr.)

Sommige rijken, zoals Perzië en Macedonië, wisten diep door te dringen in Centraal-Azië en stichtten er steden en verkregen de controle over de handelscentra. De rijken van de Meden en de Achaemeniden heersten beiden over delen van Centraal-Azië. De veroveringstochten van Alexander de Grote brachten de Hellenistische beschaving helemaal naar Alexandria Eschate (letterlijk: "Alexandrië de Verste"), dat in 329 v.Chr. werd opgericht in het huidige Tadzjikistan. Na de dood van Alexander in 323 v.Chr., werden zijn Centraal-Aziatische bezittingen veroverd door het Seleucidische Rijk tijdens de Oorlogen van de Diadochen. In 250 v.Chr. scheidde Bactrië, het Centraal-Aziatische deel van het Seleucidische Rijk, zich af als het Grieks-Bactrisch koninkrijk. Dit rijk onderhield tot zijn val in 125 v.Chr. uitgebreide contacten met India en China. Het Indo-Grieks koninkrijk, dat zich voor het grootste deel in de Punjab bevond, maar ook een aardig deel van Afghanistan beheerste, pionierde met de ontwikkeling van het Greco-Boeddhisme.

## Chinese invloed
Met het ontstaan van het Chinees Keizerrijk ontstond de Zijderoute, die China met Europa verbond. Er ontstond een bloeiperiode, maar ook vond de inval van de Xiongnu en de Yuezhi plaats.
Later zouden machten van uit deze regio de handel gaan bepalen. Een van deze machten, het Parthische Rijk, was van Centraal-Aziatische oorsprong, maar nam de Perzische culturele tradities over. Dit is een vroeg voorbeeld van een terugkerend thema in de Centraal-Aziatische geschiedenis: van tijd tot tijd zouden nomaden uit Centraal-Azië rijken rondom de regio innemen, maar vervolgens namen ze vaak de cultuur over van de volken die ze overwonnen.
Een ander is het Kushanrijk, dat in de 1e eeuw na Chr. een groot deel van India veroverde.
In deze periode vormde Centraal-Azië een heterogene regio met een mengelmoes van culturen en religies. Het boeddhisme bleef de grootste religie, maar was geconcentreerd in het oosten. Rond Perzië kwam het zoroastrisme op. Ook het Nestoriaanse christendom kwam het gebied binnen, maar zou nooit verder uitgroeien dan een minderheidsreligie. Succesvoller was het manicheïsme, dat wist uit te groeien tot het derde geloof van de regio. Veel Centraal-Aziaten praktiseerden meer dan één geloof en bijna alle lokale religies hadden syncretische elementen van de lokale sjamanistische tradities.

## Grootmachten uit de steppes

### Achtergrond

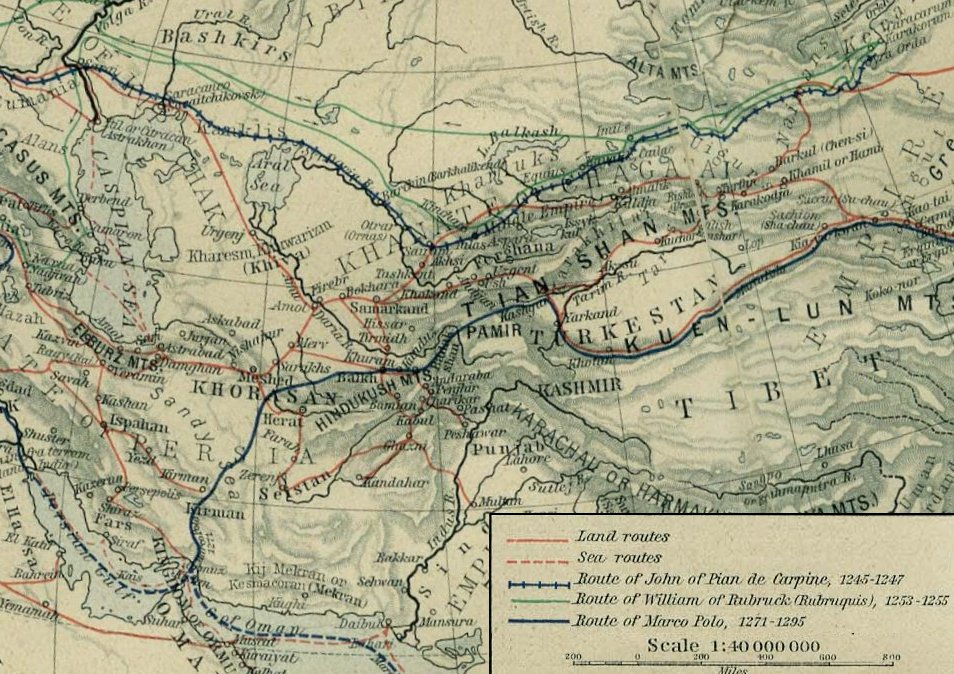
Kaart (uit 1923) van de belangrijke handelsroutes van Centraal-Azië in de 13e eeuw

Met de tijd en de introductie van nieuwe technologieën groeiden de nomadische ruiters in macht. De Scythen ontwikkelden het zadel en tegen de tijd dat de Alanen arriveerden, was ook de stijgbeugel geïntroduceerd. De paarden werden groter en sterker waardoor strijdwagens niet langer nodig waren, de paarden konden de mannen nu met gemak zelf dragen. Hierdoor werd de mobiliteit van de nomaden sterk vergroot en ze konden nu hun handen ook vrij houden om de boog te gebruiken vanuit het zadel. Door het gebruik van kleine maar krachtige composietbogen groeiden de steppevolkeren langzamerhand uit tot de machtigste strijdmacht ter wereld. Bijna de hele mannelijke bevolking werd al vanaf jonge leeftijd getraind in paardrijden en boogschieten, vaardigheden die beide benodigd waren voor het overleven op de steppe. Met het bereiken van de volwassenheid vormden deze vaardigheden hun tweede natuur. Deze ruiterboogschutters waren in die tijd mobieler dan enige andere macht en konden makkelijk 40 mijlen per dag afleggen.
De steppevolkeren wisten Centraal-Azië al snel te overheersen, waarbij ze de verspreide stadstaten en koninkrijken tot de keuze dwongen om hen schatting te betalen of vernietiging tegemoet te zien. Ondanks hun militaire macht bleek het echter buitengewoon moeilijk om het hele gebied te veroveren. Wanneer ze voor een grote overmacht werden gesteld konden de nomaden zich simpelweg tot ver op de steppe terugtrekken en wachten tot de aanvallers zich weer terugtrokken. Deze nomaden kenden geen steden en hadden buiten hun meegebrachte kuddes weinig van waarde waardoor ze geen echte plaatsen kenden die ze gedwongen waren te beschermen.
De veroveringen van de steppevolken waren kort van duur, door het ontbreken van een politieke structuur binnen de stammen. Soms verenigden verschillende groepen zich als confederaties onder een lokale leider, kan genoemd. Wanneer grote groepen nomaden gezamenlijk opereerden konden ze een verwoestende uitwerking hebben. De traditie schreef echter voor dat alle macht die was verworven tijdens deze oorlogen, moest worden verdeeld onder alle zonen van de kan, waardoor deze rijken vaak net zo snel weer verdwenen als dat ze ontstonden.

### Hunnen
Na een burgeroorlog in China raakte de Jin-dynastie militair zo verzwakt dat zij niet konden verhinderen dat nomadische ruitervolkeren uit het noorden en westen eigen staten gingen vestigen in noord-China. Dit leidde tot de vernietiging van de westelijke Jin en het begin van de Periode van de Zestien Koninkrijken. Dit betekende chaos in China door de vijf volkeren uit het noorden en het westen (de 五胡亂華, Wu Hu luan Hua, ofwel Wu Hu, Wu = vijf en Hu = barbaren). Een van hen waren de Xiongnu, bij ons gekend als de Hunnen, in werkelijkheid een verbond van nomadische stammen van verschillende oorsprong.
Eerst vielen nomadische stammen het Guptarijk aan in India, daarna rond 350 het Sassanidenrijk in Iran. In 370 staken de Hunnen de Wolga over en hielden gedurende 80 jaar lelijk huis in Europa. Na de Slag aan de Nadao in 454 keerden ze terug naar de Pontische steppe en verdwenen uit de geschiedenis. Een ander Centraal-Aziatisch ruitervolk, de Hephtalieten ofwel "Witte Hunnen", werd in 457 te hulp geroepen door de Sassanidische koning Peroz.

### Turkse expansie
In 557 begonnen de Göktürken onder leiding van khan Istämi samen met de machtige Sassanidische koning Chosro I een oorlog tegen de laatste restanten van de Hephthalieten, wier rijk rond 560 werd vernietigd. In 558 versloeg hij de Avaren, die hij liet deporteren naar het westen.
Na de opkomst van het Göktürkenrijk verspreiden de Turkse stammen zich snel in westelijke richting door heel Centraal-Azië. De Turkssprekende Oeigoeren waren een van de vele onderscheidbare culturele groepen die samen werden gebracht door de handel over de Zijderoute, in dit geval in Turpan in Chinees Centraal-Azië. De Oeigoeren, die hoofdzakelijk bestonden uit pastorale nomaden, kenden een aantal religies zoals manicheïsme, boeddhisme en het Nestoriaanse christendom. Veel artefacten uit deze periode werden in de 19e eeuw gevonden in deze afgelegen woestijnregio van China. Een van de Turkse stammen uit het Rijk der Göktürken, waren de Chazaren.
In de 8e eeuw begon de islam zijn opmars in het gebied en groeide al snel uit tot het geloof van een groot deel van de bevolking, hoewel het boeddhisme zijn sterke positie bleef behouden in het oosten. De woestijnnomaden uit Arabië konden zich op het slagveld meten met de nomaden van de steppe en de Omajjaden (het vroege Arabische Rijk) verkregen de controle over een deel van Centraal-Azië. De Arabische invasie leidde er ook toe dat de Chinese invloed werd uitgedreven uit het westelijk deel van Centraal-Azië. Bij de Slag aan de Talas in 751 werd een leger van de Tang-dynastie beslissend verslagen door een Arabisch leger, waarop het Rijk der Göktürken uiteen valt.
In de tweede deel van de 9e eeuw domineerde een andere Turkse stam, naast de Chazaren, de westelijke steppen, met name de Petsjenegen, die op hun beurt de Magyaren, Europa binnendreven.

### Koeman-Kiptsjakconfederatie
Na het uiteenvallen van Rijk der Göktürken ontstond er in de 11e eeuw een confederatie van Centraal-Aziatische steppevolken onder de dominantie van Kyptsjaken en Koemanen. Dit machtige rijk zal onder andere de Seltsjoeken verdrijven naar Khorasan.

### Mongoolse Rijk
Het machtigste rijk ontstond toen Dzjengis Khan de stammen van Mongolië wist te verenigen. Door het gebruik van superieure militaire technieken wist dit Mongoolse Rijk zich uit te spreiden over bijna geheel Centraal-Azië, alsook grote delen van China, Rusland en het Midden-Oosten. Na de dood van Dzjengis Khan in 1227 bleef het grootste deel van Centraal-Azië onder de heerschappij staan van het opvolgende Kanaat van Chagatai.
Na de dood van Koeblai Khan (1294) werd het rijk opgedeeld in vier. In het noorden, het Kanaat van Chagatai, in het oosten, de Yuan-dynastie, in het zuiden, het Il-kanaat en in het westen, de Gouden Horde.
Het Kanaat van Chagatai viel in 1346 uiteen, vermoedelijk door het uitbreken van de pest. Tughlugh Timur werd uitgeroepen tot de nieuwe khan van het kanaat Moghulistan.

### Timoeriden
Aan het eind van de 14e eeuw werden grote delen van Centraal-Azië en vele gebieden daarbuiten veroverd door Timoer Lenk (1336-1405), een generaal van Tughlugh Timur, die in het westen ook wel bekendstaat als Tamerlane. Tijdens de heerschappij van Timoer vermengde de nomadische steppecultuur van Centraal-Azië zich met de gevestigde cultuur van Iran. Een van de consequenties daarvan was een compleet nieuwe visuele taal die Timoer en latere Timoeridische heersers verheerlijkte. Deze visuele taal werd ook gebruikt voor de toegewijdheid aan de islam. Timoers grote rijk stortte echter ook weer in zodra hij was gestorven en werd vervolgens onderverdeeld in een aantal kleinere kanaten, waaronder het kanaat Xiva (Khiva), het kanaat Boechara, het kanaat Kokand en het kanaat Kasjgar.

## Verdeeldheid
Na 1500 begon de manier van leven die in grote lijnen gelijk was gebleven vanaf de 5e eeuw v.Chr. te verdwijnen. Een belangrijke verandering die plaatsvond in de wereldeconomie in de 15e eeuw was de ontwikkeling van nautische technologie. De Europeanen, die door de moslimstaten aan oostzijde waren afgesloten van de zijderoute, begonnen handelsroutes over de oceanen te verkennen. De handel tussen Oost-Azië, India, Europa en het Midden-Oosten begon zich te verplaatsen over de zeeën en daarmee niet door Centraal-Azië. Het gebrek aan eenheid na het einde van het Mongoolse Rijk zorgde er ook voor dat handel en reizen veel moeilijker werd en de zijderoute in verval raakte.

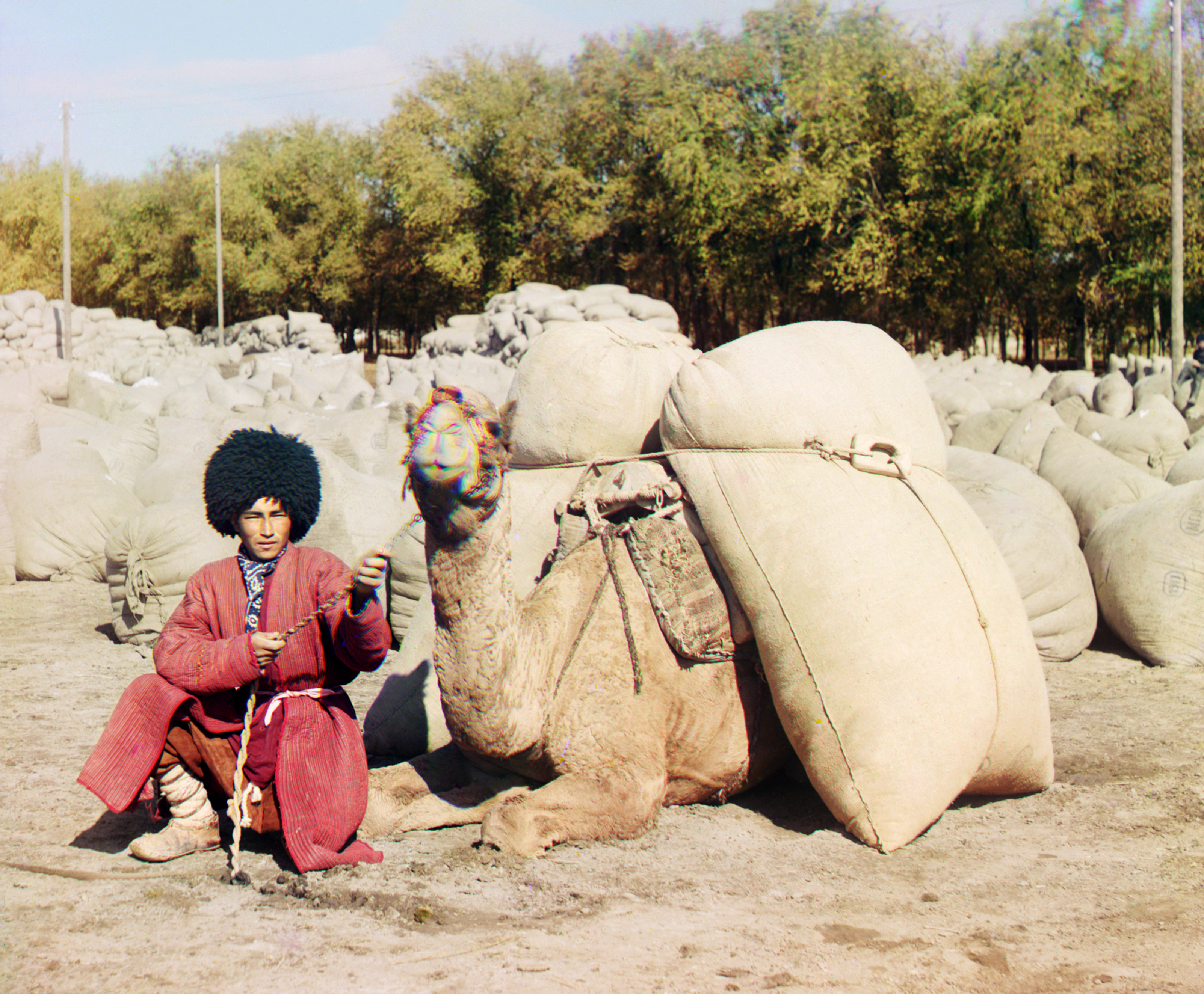
Een Turkmeense man in traditioneel gewaad met zijn dromedaris in de Russische oblast Transkaspië (Prokoedin-Gorski, ± 1915)

Een nog belangrijkere ontwikkeling vormde de introductie van vuurwapens. Deze revolutie zorgde ervoor dat gevestigde volken voor het eerst in staat waren om de ruiters van de steppe te verslaan in gevechten op het open veld. De bouw van deze wapens vereiste de infrastructuur en economie van grote gemeenschappen en waren voor de nomadische volken dus niet praktisch om te produceren.
Na Timoer Lenk viel het centraal gezag weg en begonnen de gevestigde volken met de verovering van Centraal-Azië, hun gebieden werden steeds kleiner. Het grootste rijk van de Timoeriden werd gevestigd buiten Centraal-Azië, met name het Mogolrijk in Indië. De 15e eeuw zag een herstel van meer intensieve handelscontacten tussen China en Centraal-Azië. Het gebied van Moghulistan speelde daarbij een belangrijke rol. In 1505 werd Samarkand de hoofdstad van het Kanaat Boechara.

## Buitenlandse overheersing

### Russische verovering van Siberië

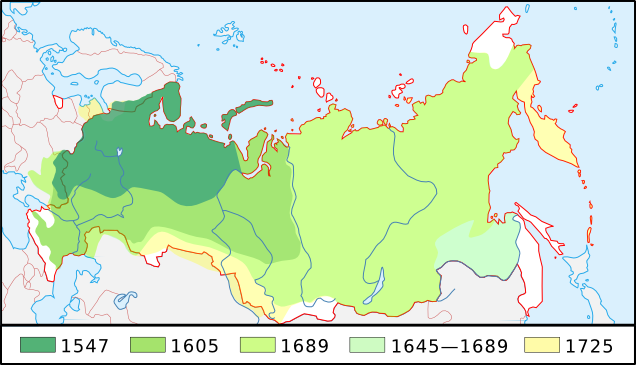
Toename door Rusland beheerst gebied 1547-1725

De oostelijke verovering van Rusland stuitte op weinig verzet. In de 16e eeuw huurde de handelaarsfamilie Stroganov, die geïnteresseerd was in de bonthandel, de Kozakkenleider Jermak in, om een expeditie te leiden naar Siberië. Jermak versloeg het kanaat Sibir en voegde de grondgebieden ten westen van de rivieren Ob en Irtysj bij Rusland.
Vanuit bases zoals Mangazeja gingen handelaars verder oostwaarts van de Ob naar de Jenisej en de Lena tot ze uiteindelijk de kust bereikten van de Stille Oceaan. In 1648 ging Semjon Dezjnjov op expeditie naar de meest noordoostelijkste punten van Rusland, die dicht bij Alaska lagen. Hij ontdekte de Beringstraat. Tegen het midden van de 17e eeuw hadden de Russen de Amoer bereikt en de buitenste gebieden van het Chinese Rijk. Na een periode van conflicten met de Qing-dynastie sloot Rusland vrede met China in 1689. Door het Verdrag van Nertsjinsk deed Rusland afstand van de Amoervallei, maar kreeg wel toegang tot de regio ten oosten van het Baikalmeer en een handelsroute naar Peking. De bepalingen van dit verdrag werden in 1727 nader gedetailleerd in het verdrag van Kjachta. Door de vrede met China werden ze verzekerd van de toegang naar de Stille Oceaan.
Peter de Grote zette een wetenschappelijke project op poten om Centraal-Azië in kaart te brengen, de Eerste Kamtsjatka-expeditie en Tweede Kamtsjatka-expeditie.

### Chinese invloed
Tijdens de 17e en 18e eeuw ondernam de Qing-dynastie verschillende militaire expedities om de Dzjoengaren te overwinnen, die een groot deel van Oost-Turkestan en Mongolië wisten te veroveren. Ondertussen annexeerden ze delen van Centraal-Azië bij het Chinese Rijk. Interne beroering zorgde er echter voor dat de Chinese expansie in Centraal-Azië grotendeels tot stilstand werd gebracht in de 19e eeuw.
In de 18e eeuw ondernamen de Qing-keizers, die zelf oorspronkelijk afkomstig waren van het uiterste oosten van de steppe, veldtochten naar het westen en Mongolië, waarbij keizer Qianlong in 1758 de macht over Sinkiang (Xinjiang) wist te verkrijgen. De Mongoolse dreiging was overwonnen en een groot deel van Binnen-Mongolië werd geannexeerd door China. De Chinese bezittingen strekten zich uit tot in het hart van Centraal-Azië en omvatten ook het Kanaat van Kokand, dat schatting moest afdragen aan Peking. Buiten-Mongolië en Sinkiang werden geen provincies van het Chinese rijk, maar stonden onder het directe bestuur van de Qing-dynastie. Het feit dat er zelfs geen provinciale gouverneur was, betekende dat de lokale heersers het grootste deel van hun macht behielden en weerhield ook emigratie naar de regio vanuit andere delen van China.

### Nader Shah en het Durranidenrijk
Rond 1740 viel de Perzische koning Nadir Sjah Afshar, Zuid-Centraal-Azië binnen en veroverde Afghanistan, Tadzjikistan, Oezbekistan en Turkmenistan. Na de moord op Nadir in 1747 nam zijn bekwame generaal Ahmad Shah Durrani de macht over en stichtte het Durranidenrijk.

### Russische verovering van Centraal-Azië
In 1800 kan Napoleon Bonaparte, tsaar Paul I van Rusland warm maken voor een expeditie naar Indië om de Britten aldaar lastig te maken. De expeditie werd gestaakt toen tsaar Paul in 1801 werd vermoord.
De Russen breidden hun rijk ook steeds verder uit naar het zuiden; eerst met de omvorming van de Pontisch-Kaspische Steppe naar een landbouwhartland, beginnend met de stichting van het Kozakkenfort Orenburg.
Aan het begin van de 19e eeuw kon de lokale bevolking weinig uithalen tegen de Russische opmars, hoewel de Kazachen van de Grote Horde onder leiding van Kenesary Kasimov wel in opstand kwamen van 1837 tot 1846. Tot de jaren 70 van de 19e eeuw bleef de Russische inmenging echter minimaal; de inheemse cultuur en levensstijl werd ongemoeid gelaten en lokale bestuursstructuren werden intact gelaten. Met de verovering van Turkestan vanaf 1865 en de daarop volgende pogingen om de grens veilig te stellen, begonnen de Russen langzamerhand met het onteigenen van grote delen van de steppe. Dit land werd uitgedeeld aan Russische landbouwers, die in groten getale naar het gebied kwamen. Dit proces bleef aanvankelijk beperkt tot de noordelijke grenszone van de steppe, maar vanaf de jaren 90 van de 19e eeuw kwamen ook grote aantallen Russen naar de regio om zich verder zuidelijk te vestigen, met name in het Zevenstromenland.
De troepen van de kanaten waren slecht uitgerust en konden weinig doen tegen de opmars van Rusland, hoewel de Kokandse bevelhebber Alimqul een quichotische veldtocht leidde alvorens te worden gedood buiten Şımkent. De belangrijkste tegenstand tegen de Russische expansie in Turkestan kwam van de Britten, die voelden dat te sterk werd en dat het de noordwestelijke grenzen van Brits-Indië zou kunnen gaan bedreigen. Deze rivaliteit werd bekend als The Great Game, waarbij beide grootmachten wedijverden om hun eigen belangen in het gebied veilig te stellen. Het hielp weinig bij het vertragen van de snelheid waarmee het gebied ten noorden van de Oxus werd ingenomen, maar het zorgde er wel voor dat Afghanistan onafhankelijk bleef als een bufferstaat tussen de beide rijken.
Nadat Tasjkent in 1865 was gevallen voor de troepen van generaal Tsjernjajev, vielen binnen drie jaar de steden Choedzjand, Jizzax en Samarkand ook in handen van de Russen, daar het kanaat Kokand en het emiraat Buchara verschillende malen werden verslagen. In 1867 werd het generaal-gouvernement Turkestan (Russisch Turkestan) opgericht door generaal Von Kaufman, dat zijn bestuurspost had in het eerder genoemde Tasjkent. In 1867 leidde de Oezbeekse avonturier Jakoeb Beg een opstand waardoor Sinkiang een tijdlang zijn onafhankelijkheid kon herkrijgen als Kasjgarië, aangezien de Taiping- en Nianopstanden in het hartland van het Rijk de Chinezen ervan weerhielden om de controle over het gebied te herstellen. In plaats daarvan rukten de Russen steeds verder op en annexeerden hierbij de valleien van de Tsjoej en de Ili, alsook de stad Koeldja van het Chinese Rijk. Nadat Jakoeb Beg in 1877 was gedood bij Korla stortte zijn staat ineen, daar China het daarop terugveroverde. Na lange onderhandelingen werd Koeldja uiteindelijk teruggegeven aan Peking bij het Verdrag van Sint-Petersburg van 1881. Oost-Turkestan stond daardoor weer onder Chinees bestuur en de grens tussen China en het latere Kazachstan werd vastgelegd.
Tussen 1881 en 1885 werd de regio Transkaspië geannexeerd tijdens een veldtocht onder leiding van de generaals Annenkov en Skobelev, waardoor Asjchabad, Merv (bij Mary) en Pandjeh ook onder Russisch gezag kwamen te staan. Over Pandjeh kregen de Russen en Britten echter ruzie in 1885 (het Pandjeh-incident). De Russische expansie stokte daarop en in 1887 legden Rusland en Groot-Brittannië de noordelijke grens van Afghanistan vast. Buchara en het kanaat Xiva bleven nominaal onafhankelijk, maar vormden in de praktijk protectoraten ten noorden van de grenzen van de vorstenlanden van Brits-Indië. Hoewel de verovering van Turkestan vooral uit militair oogpunt was verricht, begon de regio vanaf de jaren 70 en 80 van de 19e eeuw ook een redelijk belangrijke economische rol te spelen in het Russische Rijk. Vanwege de Amerikaanse Burgeroorlog waren de prijzen van katoen de lucht in geschoten vanaf de jaren 60, waardoor het een steeds belangrijker handelsproduct werd in de regio, zij het dat de productie nog geen fractie was van de latere gigantische schaal waarop het in de Sovjetperiode zou worden verbouwd. De katoenhandel leidde tot verbeteringen: de Trans-Kaspische spoorlijn vanuit Krasnovodsk naar Samarkand en Tasjkent en de Trans-Aralspoorlijn van Orenburg naar Tasjkent werden aangelegd. Op de langere termijn leidde de ontwikkeling van de katoenmonocultuur ertoe dat Turkestan afhankelijk werd van voedselimporten vanuit West-Siberië en de Turkestan-Siberische spoorlijn stond al gepland toen de Eerste Wereldoorlog uitbrak. Het Russische bestuur bleef een grote afstand bewaren ten opzichte van de lokale bevolking en bemoeide zichzelf vooral met de kleine Russische minderheid in de regio. De lokale moslims werden niet beschouwd als volle Russische burgers. Zij kenden niet dezelfde privileges als de Russen, maar hadden ook niet dezelfde verplichtingen, zoals de militaire dienst. Het tsaristische regime liet grote delen van de vroegere regimes (zoals de islamitische rechtbanken) in stand en het lokale zelfbestuur op dorpsniveau was behoorlijk groot.

### Revolutie en opstand
Tijdens de Eerste Wereldoorlog werd de vrijstelling van de dienstplicht voor moslims ingetrokken door de Russen, waardoor de Basmatsjiopstand uitbrak in 1916. Toen de Russische Revolutie een feit was, kwam het bestuur van de Jadidhervormers, ook bekend als de Moslimraad van Turkestan, bijeen in Kokand en riep de autonomie uit over Turkestan. Deze nieuwe regering werd echter al snel vernietigd door de troepen van de Tasjkentsovjet, dat vooral bestond uit Oostenrijk-Hongaarse krijgsgevangen, waarna ook de semi-autonome staten Boechara en Xiva werden binnengevallen. De gereguleerde hoofdtroepen werden snel verslagen, maar de guerrilla's van de basmatsjiopstandelingen bleven de communisten nog tot halverwege de jaren 30 bevechten. De Russische Burgeroorlog vormde ook de laatste episode van The Great Game. Vanuit Tasjkent werd een mislukte poging gedaan door de Bengaals-Indiase nationalist Manabendra Nath Roy om met hulp van Lenin een revolutie te ontketenen in Brits-Indië. Vanuit Brits-Indië en vanuit de Britse consulaten in Mesjhed en Kashgar werd met argusogen gekeken naar de opkomst van de bolsjewieken aan de noordgrens. Er werden pogingen ondernomen om er in elk geval voor te zorgen dat Centraal-Azië niet in handen van de Duitsers zou vallen, daar men niet wist wat de bolsjewieken van plan waren en er veel krijgsgevangen Oostenrijk-Hongaren en Duitsers naar het gebied waren gebracht toen de tsaristische overheid nog de controle over het gebied had. Lenin had in die tijd inderdaad plannen om Brits-Indië ook in een communistische staat om te vormen, maar uiteindelijk liet hij dit plan eerst grotendeels vallen om zijn handen vrij te hebben voor het ontwikkelen van het communisme in Europa. Een van de laatste Britse geheim agenten in het gebied tijdens The Great Game was Frederick Marshman Bailey, die in 1918 in vermomming naar Tasjkent afreisde om te zien wat de communisten van plan waren en uiteindelijk vermomd als Tsjeka-agent, met de opdracht (van de Tsjkentsovjet) om de Britse agent Bailey (zichzelf) op te sporen, het gebied weer wist te verlaten. In 1921 kwam de verbannen Enver Pasja naar het gebied in de panturkistische hoop om alle Turkse volken te verenigen. Hij sloot zich aan bij de Basjmatsji en groeide al snel uit tot hun leider en smeedde de losse groepen om tot een geolied leger van ongeveer 16.000 man. In 1922 had hij een groot deel van de Volksrepubliek Buchara in handen. Nadat het Rode Leger zijn strategie echter had aangepast om de Basmatsji te isoleren, onder andere door het opzetten van vrijwillige moslimmilities (de Rode Stokken), wisten de Sovjettroepen zijn legers te breken en in augustus van dat jaar werd hij gedood in Tadzjikistan.
Mongolië werd ook geraakt door de Russische Revolutie en, hoewel het nooit een Sovjetrepubliek zou worden, werd het wel een volksrepubliek in 1924. Alvorens dit gebeurde vond er echter eerst nog een bloedige strijd plaats door de inval van de troepen van de gestoorde Russische officier Roman von Ungern-Sternberg. Deze hield op zeer wrede wijze huis onder de bevolking en zijn tegenstanders (zoals de bolsjewieken) en werd daarom ook wel de 'bloeddorstige baron' genoemd. Uiteindelijk werd zijn 'herstelde rijk van Dzjengis Khan' heroverd door de Mongoolse Jabzandamba met hulp van het Rode Leger vanuit Kjachta en werd Mongolië een satellietstaat van de Sovjet-Unie.
Het Rode Leger bedreigde ook Sinkiang, maar de gouverneur besloot in plaats daarvan samen te werken met de Sovjets. Door het ontstaan van de Republiek China in 1911 en de grote chaos in het land, was de grip van China op zijn eigendommen in Centraal-Azië verzwakt. Het bestuur van de Kwomintang over de regio was zwak en er heerste dreiging van zowel islamitische separatisten als van communisten. Uiteindelijk werd de regio grotendeels onafhankelijk onder de leiding van de provinciale gouverneur. In plaats van het gebied binnen te vallen zette de Sovjet-Unie een netwerk van consulaten op in de regio en stuurde hulp en technische adviseurs. Tegen de jaren 30 was de relatie tussen de gouverneur van Sinkiang voor Moskou van veel groter belang dan die met Nanking. De Chinese Burgeroorlog destabiliseerde het gebied nog verder en leidde ertoe dat Turkse nationalisten pogingen deden om onafhankelijk te worden. In 1933 werd de Eerste Republiek Oost-Turkestan uitgeroepen, maar met hulp van Sovjettroepen werd dit bewind al snel weer omvergeworpen. Na de Duitse invasie van de Sovjet-Unie in 1941 verbrak gouverneur Sheng Shicai van Sinkiang de band met Moskou en werd een bondgenoot van de Kwomintang. Dit leidde tot een burgeroorlog in het gebied. Sheng moest uiteindelijk vluchten en met hulp van de Sovjets werd een Tweede Republiek Oost-Turkestan opgericht. In 1949 annexeerde de nieuwe Volksrepubliek China deze republiek.

## Onder communistisch bewind
In 1918 richtten de bolsjewieken de Turkestaanse Autonome Socialistische Sovjetrepubliek (Turkestaanse ASSR) op, waarop ook rond Boechara en Xiva ASSR's werden opgericht. In 1919 werd de Verzoeningscommissie voor Turkestaanse Zaken opgericht om te proberen de relaties tussen de lokale bevolking en de communisten. De eerste Russische communisten, zoals de Tasjkentsovjet, zagen zichzelf namelijk nog steeds als een soort van 'beschaafde' Europeanen tegenover de 'barbaarse' moslimvolken. Nieuw beleid werd geïntroduceerd, waarbij lokale gewoonten en religies werden gewaarborgd. In 1920 werd de Kirgizische Autonome Socialistische Sovjetrepubliek opgericht, dat het huidige Kazachstan omvatte.
Nikolaj Rjorich ondernam een wetenschappelijke expeditie naar Centraal Azië (1923-1928).
In 1925, toen de benaming 'Kirgiezen' werd vervangen voor de eigennaam 'Kazachen' (de huidige Kirgiezen werden daarvoor 'Kara-Kirgiezen' genoemd), werd deze hernoemd tot de Autonome Kazachse Socialistische Sovjetrepubliek. Een jaar eerder, in 1924, richtten de Sovjets de Oezbeekse SSR en de Turkmeense SSR op en in 1929 werd de Tadzjiekse SSR afgesplitst van de Oezbeekse SSR. De Kirgizische Autonome Oblast werd in 1936 bevorderd tot SSR, in hetzelfde jaar dat de Kazachse ASSR ook tot de Kazachse SSR werd bevorderd. Een deel van de Kazachse gebieden, Karakalpakië, werd overigens in 1930 afgesplitst van deze SSR om ervoor te zorgen dat de Kazachen niet te veel macht zouden krijgen. In 1932 werd het tot een ASSR gemaakt en tot onderdeel van de Oezbeekse SSR gemaakt.
De grenzen tussen de Centraal-Aziatische Sovjetrepublieken hadden weinig te doen met de etnische samenstelling van de bevolking omdat Moskou de verdeel-en-heerstactiek toepaste op het gebied, daar ze vreesde dat de moslimvolken zich zouden kunnen verenigen tegen het communisme als het hen minder zou gaan bevallen. De Sovjets zagen zowel het eerder genoemde panturkisme als het panislamisme als bedreigingen en door Turkestan op te delen konden deze gevaren worden bedwongen zo dacht men. Een resultaat hiervan waren bijvoorbeeld de vele enclaves en exclaves rond en in de Kirgizische SSR. Onder het Sovjetregime werden de lokale talen en culturen gesystematiseerd en gecodificeerd en werden hun verschillen duidelijk aangegeven en bevorderd. Nieuwe cyrillische alfabetten werden geïntroduceerd om zo de banden met Turkije en Iran te verbreken. De Sovjets lieten de zuidelijke grens bijna volledig afsluiten en richtten alle handel en vervoer naar het noorden.
Onder de regering van Stalin stierven ten minste een miljoen mensen, van wie de meeste in de Kazachse SSR, tijdens de periode van de gedwongen collectivisatie. De islam en andere religies werden ook aangepakt; moskeeën en madrassa's werden gesloten en geestelijken werden vervolgd. Tijdens de Tweede Wereldoorlog werden miljoenen vluchtelingen en honderden fabrieken geëvacueerd naar het relatief veilige Centraal-Azië: door de Slag bij Halhin Gol was de Japanse animo om Siberië en andere Russische gebieden vanuit het oosten te veroveren van tafel geveegd en in het westen stokte de Duitse opmars rond de steden Sint-Petersburg, Moskou en Stalingrad. Veel fabrieken bleven na de oorlog en gingen een belangrijk onderdeel vormen van het industriële complex van de Sovjet-Unie.
Verschillende belangrijke militaire installaties werden ook naar het gebied verplaatst, waaronder installaties voor kernproeven en het Kosmodroom Bajkonoer. De kernproeven onder Stalin op de Testlocatie Semipalatinsk leidden tot enorme radioactieve vervuiling in het noordoosten van de Kazachse SSR. In opdracht van Stalin werden ook honderdduizenden mensen naar het gebied gedeporteerd op beschuldiging van verraad. Tijdens deze gedwongen volksverhuizingen stierven vele duizenden mensen aan honger en slechte omstandigheden. Daarnaast bevonden zich ook veel goelagkampen in het gebied. Met de dood van Stalin braken overal in het goelagkampensysteem opstanden uit, zoals de Kengiropstand in de Kazachse SSR in mei en juni 1954 en de grootste en langdurigste van allemaal.
De Maagdelijkegrondencampagne, die in 1954 startte, was een enorm Sovjetprogramma voor het ontwikkelen van de landbouw in Centraal-Azië. Meer dan 300.000 mensen, vooral uit Oekraïne, werden naar het noorden van de Kazachse SSR en de Altajregio van de Russische SFSR gebracht om het 'maagdelijke land' te gaan ontginnen in opdracht van Chroesjtsjov. Dit zorgde voor een grote verschuiving van de verhouding tussen de etniciteiten in de regio en voor ruzies tussen groepen onderling. Met de destalinisatie mochten velen van de bannelingen vanaf 1957 weer terugkeren, maar een deel van hen bleef achter in het gebied.
Op verschillende plekken in Centraal-Azië werden grootschalige irrigatieprojecten opgezet. Zo werd in de Turkmeense SSR het langste irrigatiekanaal ter wereld gegraven, het 1375 kilometer lange Karakumkanaal, dat overigens in de plaats kwam van het Turkmeens Hoofdkanaal dat Stalin in gedachten had voor de verbinding van de Kaspische Zee met het Aralmeer. De grote irrigatieprojecten voor het verhogen van de water verslindende katoenproductie bleken een grote blijvende schade aan te richten aan de waterhuishouding. Door het aftappen van de grote rivieren Amu Darja en Syr Darja en door de aanleg van grote stuwdammen daalde de hoeveelheid water dat de endoreïsche bekkens van het Balkasjmeer en het Aralmeer bereikte drastisch en zorgde voor het opdrogen van delen hiervan en vervolgens voor grote verwoestijning, waardoor bijvoorbeeld de Karakum en de Kyzylkum sterk in omvang toenamen. Grote plannen om nieuw water aan te voeren door de omleiding van de noordwaartse loop van de grote Siberische rivieren werden echter niet uitgevoerd en uiteindelijk wegens onhaalbaarheid van tafel geveegd. Tot op heden kampt de regio hierdoor met grote watertekorten.
In Sinkiang en de rest van West-China, waar de maoïstische communisten al snel de macht verkregen, werden eveneens grote hervormingsprogramma's opgezet. Net als in West-Turkestan lag de focus deels op de verbouw van katoen. Deze inspanningen werden overzien door het Productie- en Bouwcorps van Xinjiang (XPCC). De XPCC bevorderde ook de migratie van Han-Chinezen naar Sinkiang, wat leidde tot een grote demografische verplaatsing, waardoor het aandeel van de Han in de totale bevolking in 2000 was opgelopen tot ongeveer 40% van Sinkiang. Net als in de Sovjet-Unie werden ook hier de lokale talen en culturen bevorderd. Ook kreeg Sinkiang een autonome status. Aan de andere kant werden ook, wederom net als in de Sovjet-Unie, de lokale religies zoals de islam vervolgd (met name tijdens de Culturele Revolutie) en stierven ook velen als gevolg van het mislukte landbouwbeleid van de Grote Sprong Voorwaarts.

## Sinds 1991
In 1991 verklaarden de vijf voormalige Sovjetrepublieken zich in navolging van andere Sovjetrepublieken onafhankelijk. Dit werden de nieuwe landen Kazachstan, Kirgizië, Oezbekistan, Tadzjikistan en Turkmenistan. Als gevolg van de perestrojka ontwikkelde zich al tussen 1988 en 1992 een vrije pers en een meerpartijenstelsel in de Centraal-Aziatische republieken. De Amerikaanse historicus Svat Soucek noemde dit de "Centraal-Aziatische Lente". Deze periode duurde echter maar kort, daar de perestrojka dan wel de lokale communistische partijen tot openheid dwong, maar na de onafhankelijkheid van de vijf voormalige Sovjetrepublieken grepen de voormalige bestuurders uit de communistische partij opnieuw de macht, ditmaal als regionale sterke mannen. De politieke stabiliteit in de regio bleef in de jaren 90 grotendeels bewaard, afgezien van de Tadzjiekse Burgeroorlog, die duurde van 1992 tot 1997. Islamistisch geweld bleef op kleine schaal voortduren. In 2005 werd in Kirgizië op relatief vreedzame wijze de zittend president Askar Akajev verjaagd tijdens de Tulpenrevolutie. In hetzelfde jaar vond echter ook het Bloedbad van Andizjan plaats in de gelijknamige stad in Oezbekistan.

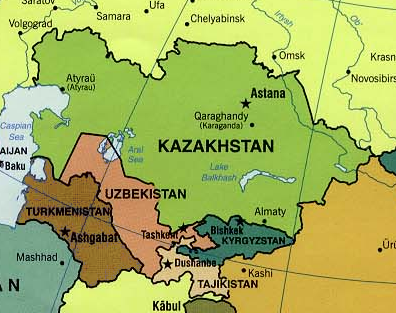
De onafhankelijke staten van Centraal-Azië met hun grenzen, die in de Sovjetperiode werden getrokken

Een groot deel van de bevolking van Sovjet-Centraal-Azië was onverschillig onder het uiteenvallen van de Sovjet-Unie in 1991, zelfs de grote Russische minderheid in Kazachstan (grofweg 40% van de bevolking) en de Oezbeekse hoofdstad Tasjkent. De voormalige Sovjetrepublieken kregen in de Sovjetperiode vaak grote sommen geld uit Moskou om hun economieën te ontwikkelen. De onafhankelijkheid kwam grotendeels voort uit de kleine nationalistische groepen, die vooral uit lokale intellectuelen bestonden en het feit dat Moskou weinig interesse had in de regio die veel kosten met zich meebracht. Mongolië volgde een soortgelijk pad. Hoewel het land nooit onderdeel vormde van de Sovjet-Unie, werd het toch vaak aangeduid als de onofficiële 'zestiende Sovjetrepubliek'. Pas in 1996 stapte het land af van het communistische systeem, maar kwam daarbij al snel in de economische problemen, mede als gevolg van het wegvallen van de steun uit andere voormalige communistische landen.
Sinds de onafhankelijkheid van het gebied hebben de ontwikkelingen op economisch gebied een wisselende trend laten zien. De regio bevat grote natuurlijke hulpbronnen, maar goede vervoersverbindingen over water ontbreken door de grote afstand ten opzichte van de zee. Het transportnetwerk (spoorverbindingen en pijpleidingen) is daarnaast nog altijd sterk georiënteerd op Rusland als gevolg van het vroegere Sovjetbeleid, waarbij ook de zuidelijke grenzen decennialang gesloten bleven. Het gevolg hiervan is dat Rusland nog steeds een veel grotere invloed over het gebied uitoefent dan in de andere voormalige Sovjetrepublieken. De Verenigde Staten hebben echter in recentere jaren ook hun oog op het gebied laten vallen omdat de Kaspische Zee een grote bron van energie vormt en men de afhankelijkheid van olie uit het Midden-Oosten wil verminderen. Om deze reden werkte de VS bijvoorbeeld ook mee aan de Bakoe-Tbilisi-Ceyhanpijpleiding tussen de Kaspische en de Middellandse Zee, waarmee zowel Rusland als Iran werden gepasseerd. Het Russische Gazprom heeft echter ook een sterke positie in het gebied weten te verwerven door een contract te tekenen waarmee Turkmeens gas via Rusland naar Europa wordt gevoerd. Kazachstan heeft net als in Azerbeidzjan grote buitenlandse investeringen weten aan te trekken in de olie- en gassector. Turkmenistan heeft mede door zijn geslotenheid onder de voormalige excentrieke leider Niazov tot op heden veel minder investeringen weten aan te trekken. Sinds 1998 zijn Rusland en opkomende regionale grootmacht Kazachstan begonnen met nauwere samenwerking op het gebied van energie, hetgeen verder werd geconsolideerd in mei 2002, toen de Russische president Poetin en de Kazachse president Nazarbajev een verdrag tekenden waarmee de gasvelden Koermangazy, Tsentralnoje en Chvalynskoje gelijk werden verdeeld tussen beiden. Azerbeidzjan, Rusland en Kazachstan tekenden ook een bilateraal verdrag voor de economische openstelling van het noordelijke deel van de Kaspische Zee op basis van een verdrag waarmee de wettelijke status van het bekken was vastgelegd. Iran en Turkmenistan weigerden echter om de geldigheid van deze bilaterale verdragen te erkennen, waarbij Iran elke bilaterale overeenkomt weigert om de Kaspische Zee onder te verdelen.
Na de onafhankelijkheid van de voormalige Centraal-Aziatische Sovjetrepublieken duurde het niet lang of omringende grootmachten zich met de regio begonnen te bemoeien. Turkije begon reeds in de eerste helft van de jaren 90 met het verbeteren van de banden met de Turkse volkeren en verschillende organisaties (zoals Turksoy) kwamen naar het gebied om te pogen om de banden tussen de westelijke Turken en de oostelijke Turkse volkeren te versterken. Iran, dat al duizenden jaren nauwe banden onderhoudt met de regio, heeft ook gewerkt aan het versterken van de banden en de Centraal-Aziatische republieken hebben nu goede relaties met de islamitische republiek. Saoedi-Arabië is een andere belangrijke speler en houdt zich vooral bezig met het versterken van de islamitische opleving in Centraal-Azië. Zo werden reeds kort na de onafhankelijkheid met Saoedisch geld grote voorraden korans naar het gebied gebracht en werden tevens grote sommen geld uitgetrokken voor de bouw en renovatie van een groot aantal moskeeën in de regio. In het straatarme Tadzjikistan alleen al werden gedurende een aantal jaren gemiddeld 500 moskeeën per jaar gebouwd met Saoedisch geld. De vroegere atheïstische leiders van de communistische partij zijn ook grotendeels weer overgestapt op de islam. In verschillende landen zijn islamistische groeperingen ontstaan, maar de radicale islam heeft nooit echt voet aan de grond gekregen in Centraal-Azië: de Centraal-Aziatische samenlevingen zijn grotendeels seculier gebleven en alle vijf vroegere Sovjetstaten onderhouden goede banden met het land Israël. Wel hebben terroristische bewegingen als de Islamitische Beweging van Oezbekistan in het verleden gezorgd voor onrust in het gebied.
De Volksrepubliek China beschouwt Centraal-Azië ook als een bron van natuurlijke hulpbronnen en onderhoudt onder andere relaties met de staten door middel van de Sjanghai-samenwerkingsorganisatie. Door en in samenwerking met China zijn verschillende infrastructuurprojecten opgezet, maar er zijn ook verschillende nieuwe militaire installaties gebouwd in het westen van China, zoals Sinkiang. Het Chinese deel van Centraal-Azië is ver verwijderd van het centrum van de economische groei van het land en is dan ook beduidend armer dan de kustgebieden van China. China houdt echter ook het gebied in de gaten uit angst dat de huidige staten afscheidingsbewegingen kunnen steunen onder zijn eigen Turkse minderheden.